# Бетезда
 Тази статия е за селище в САЩ.  За града в Уелс, Великобритания вижте Бетезда (Уелс).  
Бетезда (на английски: Bethesda) е селище в окръг Монтгомъри, Мериленд, Съединени американски щати.
Селища със същото име има в няколко държави, само в САЩ такива са 14.

## География
Намира се на 15 km северозападно от центъра на град Вашингтон и фактически представлява предградие на столицата. Населението на Бетезда е около 64 000 души (2013).
Там е седалището на Националните здравни институти на САЩ, както и на някои големи компании – Lockheed Martin, Marriott International, Ritz Carlton, Barnes & Noble.

## Известни личности
Родени в Бетезда
- Емили Ричардс (р. 1948), писателка
- Джонс Хопкинс (1795 – 1873), бизнесмен

Починали в Бетезда
- Даниъл Иноуей (1924 – 2012), политик
- Джоузеф Маккарти (1908 – 1957), политик
- Франц Фанон (1925 – 1961), френски революционер
- Кордел Хъл (1871 – 1955), политик